# Leyes perversas

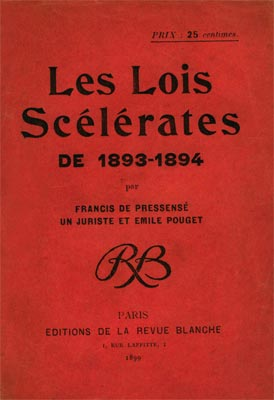
Les Lois scélérates de 1893-1894, Francis de Pressensé, Émile Pouget y Léon Blum, Ediciones de La Revue Blanche, 1899.

Las leyes perversas o leyes villanas (en francés: lois scélérates, AFI: [lwa seleʁat]) son una serie de leyes votadas en Francia durante la tercera república con el objetivo de reprimir el movimiento anarquista, responsable de numerosos atentados durante los años precedentes. La expresión lois scélérates fue popularizada por Francis de Pressensé, Émile Pouget y Léon Blum (quien firmó como «un jurista») en un panfleto publicado en 1899, Les Lois Scélérates de 1893-1894.

## Contexto histórico
Las «leyes perversas» fueron aprobadas después de haberse producido numerosos atentados anarquistas en el territorio francés.
A partir de 1881, la propaganda por el hecho gozó de aceptación en el seno del movimiento anarquista. En Alemania, el emperador Guillermo I fue víctima de dos tentativas de asesinato por parte de anarquistas. El canciller Otto von Bismarck aprovechó estos hechos para hacer promulgar por parte del Reichstag las llamadas «leyes antisocialistas». De igual manera, en Rusia, el zar Alejandro II fue asesinado el 13 de marzo de 1881 por el grupúsculo anarquista Naródnaya Volia («Libertad del Pueblo»). En respuesta a aquello, su hijo y sucesor, Alejandro III mandó crear una nueva policía de seguridad, la Ojrana.
Aparte de algunos hechos aislados, fue a partir de 1892 cuando comenzó una verdadera ola de atentados que pretendían desestabilizar el poder atacando directamente a quienes lo ejercían. Una serie de atentados bomba perpetrados por Ravachol a partir del 11 de marzo de 1892 desató la ola de terrorismo anarquista.
El 9 de diciembre de 1893, Auguste Vaillant lanzó una bomba desde la tribuna de la Cámara de Diputados. El 24 de junio de 1894, el presidente de la República Sadi Carnot fue asesinado en Lyon por el joven anarquista italiano Sante Geronimo Caserio. Estos acontecimientos suscitaron la inquietud en la opinión pública y en la prensa, que reclamaba la aprobación de medidas de excepción.

## Contenido de las «leyes perversas»
Se votaron tres leyes con urgencia para luchar contra estas acciones anarquistas: 
1. El 11 de diciembre de 1893, dos días después del atentado de Auguste Vaillant contra los diputados, Jean Casimir-Perier presentó a la Cámara de Diputados un conjunto de medidas para salvaguardar «la causa del orden y de las libertades públicas». Se trataba de una modificación de la ley de 29 de julio de 1881 sobre la libertad de prensa que solamente castigaba la provocación directa. Con esta nueva ley, se perseguía la provocación indirecta y la apología, y un juez podía ordenar la incautación y la prisión preventiva. El texto de la primera de las tres «leyes perversas» fue aprobado el 12 de diciembre de 1893[1] por 413 votos contra 63.
2. La segunda ley fue presentada el 15 de diciembre de 1893, apenas tres días después de aprobarse la primera. Se ocupaba de las asociaciones de malhechores, pero especialmente de los grupos anarquistas. Esta ley pretendía inculpar a todo miembro o simpatizante sin hacer distinciones. Por otra parte, también incentivaba la delación: «Las personas que sean culpables del delito mencionado en este artículo estarán libres de castigo si, antes de cualquier enjuiciamiento, han revelado a las autoridades constituidas el acuerdo establecido o han dado a conocer la existencia de la asociación».[nota 1] Fue votada el 18 de diciembre de 1893.[1]
3. La tercera ley, votada el 28 de julio de 1894,[1] fue sin duda la más explícita en la persecución contra el anarquismo al señalar directamente a los anarquistas y prohibirles todo tipo de propaganda. A consecuencia de esta ley, numerosas publicaciones anarquistas como Le Père peinard, que ya había sido secuestrada anteriormente, fueron prohibidas. Esta ley permitió una caza de brujas en la que se produjeron miles de registros y detenciones, como en el caso del juicio de los treinta.

## Consecuencias

### Discurso de Jaurès de abril de 1894
Tras el descubrimiento de fondos provenientes de las altas esferas a un anarquista, de vuelta de Carmaux donde se venían produciendo huelgas desde 1892, Jean Jaurès dirigió un discurso a la Cámara el 30 de abril de 1894 en el que denunció la política represiva del gobierno; la censura de Le Père peinard; el doble rasero de censurar medios y diputados socialistas mientras se toleraban discursos igualmente contestatarios de ciertos católicos; y, finalmente, el uso de agentes provocadores:

C’est ainsi que vous êtes obligés de recruter dans le crime de quoi surveiller le crime, dans la misère de quoi surveiller la misère et dans l’anarchie de quoi surveiller l’anarchie. (Interruptions au centre. — Très bien ! très bien ! à l’extrême gauche.)
 
Et il arrive inévitablement que ces anarchistes de police, subventionnés par vos fonds, se transforment parfois — comme il s’en est produit de douloureux exemples que la Chambre n’a pas pu oublier — en agents provocateurs.
Es así como están obligados a reclutar en el crimen a quien vigilar el crimen, en la miseria a quien vigilar la miseria y en la anarquía a quien vigilar la anarquía. (Interrupciones en el centro. «¡Muy bien!, ¡muy bien!» en la extrema izquierda.)

Y ocurre inevitablemente que estos anarquistas policiales, subvencionados por sus fondos, se transforman a veces — como ha ocurrido en dolorosos ejemplos que la Cámara no ha podido olvidar — en agentes provocadores.

También evocó a cierto Tournadre, activo en las huelgas de 1892, que propuso a los obreros de Carmaux dedicar unos fondos a comprar dinamita y huir a Inglaterra si fuera necesario. Según Jaurès, al preguntársele por el origen de estos fondos, respondió que tenía «amigos capitalistas en París». Las investigaciones sobre Tournadre dieron lugar al descubrimiento de dos cartas amistosas: una del barón de Rothschild y la otra de la duquesa de Uzès. A pesar de este discurso, la Cámara votó por amplia mayoría a favor del gobierno.

### La postura de Léon Blum
El 1 de julio de 1898, en La Revue blanche, León Blum, firmando como «Un jurista» publicó un texto titulado Cómo se hicieron las Leyes Perversas (Comment ont été faites les Lois Scélérates): 

«Elles permettent au premier « gouvernement fort » qui surviendra de tenir pour nulle la loi de 1881, loi incomplète, mais libérale et sensée dans son ensemble, et l’une des rares lois républicaines de la République. Elles abrogent les garanties conférées à la presse en ce qu’elles permettent la saisie et l’arrestation préventive ; elles violent une des règles de notre droit public en ce qu’elles défèrent des délits d’opinion à la justice correctionnelle ; elles violent les principes du droit pénal en ce qu’elles permettent de déclarer complices et associés d’un crime des individus qui n’y ont pas directement et matériellement participé ; elles blessent l’humanité en ce qu’elles peuvent punir des travaux forcés une amitié ou une confidence, et de la relégation un article de journal.»
[Las leyes] permiten al primer "gobierno fuerte" dar por nula la ley de 1881 (Ley de 29 de julio de 1881 sobre la libertad de prensa), ley incompleta, pero liberal y sensata en su conjunto, y una de las raras leyes republicanas de la República. Anulan las garantías conferidas a la prensa al permitir la incautación y la detención preventiva; violan una de las reglas de nuestro derecho público al trasladar los delitos de opinión a la justicia correccional; violan los principios del derecho penal al permitir declarar cómplices y asociados de un delito a individuos que no han participado ni directa ni materialmente en él; lastiman a la humanidad al poder castigar a trabajos forzados una amistad o una confidencia, y con la relegación un artículo de periódico.

### Aplicación implacable
Se elaboraron listas nominales para enumerar a los individuos sospechosos de simpatías libertarias, e incluso las personas «sin domicilio fijo» fueron fichadas y categorizadas.
Aunque las acciones violentas tuvieron cierta continuidad, al haber vuelto los activistas a una lógica de venganza, la propaganda por el hecho acabó prácticamente desapareciendo como resultado de esta violenta represión.
A pesar de ello, el anarquismo mismo siguió manifestándose bajo otras formas en la sociedad francesa, por ejemplo, a través de movimientos sindicales.

## Derogación
La ley de 28 de julio de 1894 con el objetivo de reprimir las actividades anarquistas fue finalmente derogada el 23 de diciembre de 1992 con la publicación en el Diario Oficial del nuevo código penal.